# Ghiacciaio Gillock
Il ghiacciaio Gillock (in inglese: "Gillock glacier") è un ghiacciaio lungo circa 9 km situato sulla costa della Principessa Ragnhild, nella Terra della Regina Maud, in Antartide. Il ghiacciaio, il cui punto più alto si trova a circa 1451 m s.l.m., si trova in particolare nei monti Sør Rondane, dove fluisce verso nord a partire dal monte Walnum fino ad arrivare al versante ovest della dorsale Smalegga.

## Storia
Il ghiacciaio Gillock è stato mappato nel 1957 da cartografi norvegesi grazie a fotografie aeree scattate nel corso dell'operazione Highjump, 1946-1947, ed è stato in seguito così battezzato in onore del tenente della marina militare statunitense Robert A. Gillock, che prese parte alla suddetta operazione come navigatore durante diversi voli effettuati sulle zone comprese tra 14°E e 164°E.